# 1/4 + 1/16 + 1/64 + 1/256 + ⋯

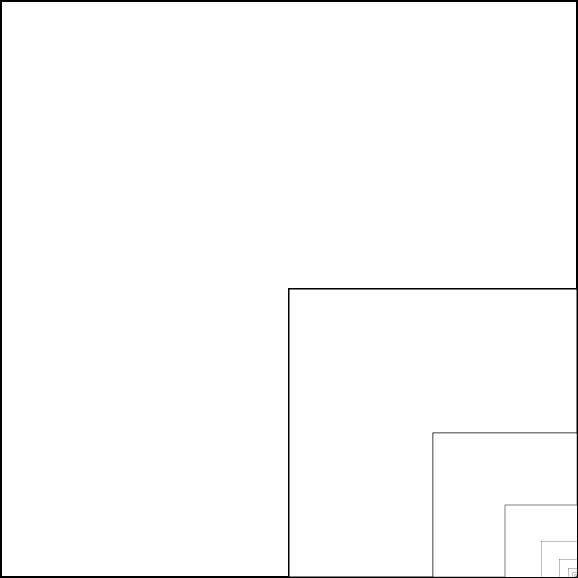
a = 3/4 のときのアルキメデスの図形

数学において級数 1/4 + 1/16 + 1/64 + 1/256 + … は数学史上初めて無限級数の和が計算されたものの1つの例である。紀元前250年〜200年頃、アルキメデスによって、使われた。これは初項 1/4、公比 1/4 の等比数列なので、その和は以下のようになる。
{\displaystyle {\frac {\frac {1}{4}}{1-{\frac {1}{4}}}}={\frac {1}{3}}}

## 視覚的証明

3s = 1

級数 1/4 + 1/16 + 1/64 + 1/256 + … は非常に単純な視覚的証明に適している。というのも正方形や三角形は、もとの図形と相似な4つの部分に分けて、各部分の面積がもとの 1/4 になるようにできるからである。
左側の図形において、大きい正方形の面積が 1 であるとすると、最も大きい黒い正方形の面積は (1/2)2 = 1/4 である。同様に、2番目に大きい黒い正方形の面積は 1/16 であり、3番目に大きい黒い正方形の面積は 1/64 である。したがって、すべての黒い正方形を足し合わせた面積は 1/4 + 1/16 + 1/64 + … であり、これはまたグレーの正方形や白の正方形を足し合わせた面積でもある。これらの3つの領域は単位正方形を覆っているので、図から次のことがわかる。
{\displaystyle 3\left({\frac {1}{4}}+{\frac {1}{4^{2}}}+{\frac {1}{4^{3}}}+{\frac {1}{4^{4}}}+\cdots \right)=1}
一番上に記載した、アルキメデス自身が描写した図形は、左の図形とは少し異なっていて、以下の方程式の方が近い。
{\displaystyle {\frac {3}{4}}+{\frac {3}{4^{2}}}+{\frac {3}{4^{3}}}+{\frac {3}{4^{4}}}+\cdots =1}

3s = 1 again

アルキメデスの解釈の詳細については以下を見られたい。
同じ幾何学的戦略は、右側の図にあるように、三角形に対してもうまくいく。大きい三角形の面積が 1 であれば、最も大きい黒い三角形の面積は 1/4 で、あとは同様。図は全体として、大きい三角形とその上部の三角形の間で自己相似である。角の部分の3つすべてに対して同様のことをして構成すると、シェルピンスキーのギャスケットになる。

## アルキメデスの理論

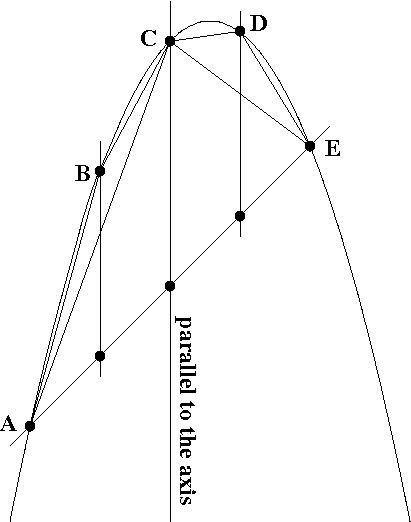
この曲線は放物線である。分割線AE上にある点は等間隔で配置されている。アルキメデスは三角形ABCとCDEの面積の和が、三角形ACEの面積の 1/4 であることを示した。次に彼は、それらの上に別の4つの三角形の層を作る。その層の面積の和は三角形ABCとCDEの面積の和の 1/4 である。さらにその上に8つの三角形の層を形成すると、その層の面積の和は前の層の面積の和の 1/4 である。以下同様に 1/4 ずつ縮小された層が出来る。彼は、分割線と曲線に囲まれた領域の面積が三角形ACEの面積の 4/3 であると結論づけた。

アルキメデスは、彼の著書『放物線の求積』(The Quadrature of the Parabola)
の中で、この級数について言及している。彼は持久力を要する方法で、放物線の中に領域を見つけていき、三角形に関する級数を得ている。構成の各段階で直前の段階の面積の 1/4 倍の面積が加えられる。彼は全体の面積が、最初の段階の面積の 4/3 になると予想した。これを得るために、彼は放物線を一旦おいて代数的な補題を用意した。
命題23: 面積の列 A, B, C, D, … , Z が与えられていて、A が最も大きく、各々は次のものの4倍に等しいとすると、
{\displaystyle A+B+C+D+\cdots +Z+{\frac {1}{3}}Z={\frac {4}{3}}A}
となる。
アルキメデスはこの命題を次のように証明する。最初に以下のように計算する。
{\displaystyle {\begin{array}{rcl}\displaystyle B+C+\cdots +Z+{\frac {B}{3}}+{\frac {C}{3}}+\cdots +{\frac {Z}{3}}&=&\displaystyle {\frac {4B}{3}}+{\frac {4C}{3}}+\cdots +{\frac {4Z}{3}}\\[1em]&=&\displaystyle {\frac {1}{3}}(A+B+\cdots +Y)\end{array}}}
一方で
{\displaystyle {\frac {B}{3}}+{\frac {C}{3}}+\cdots +{\frac {Y}{3}}={\frac {1}{3}}(B+C+\cdots +Y)}
である。この方程式から前の方程式を減じると、
{\displaystyle B+C+\cdots +Z+{\frac {Z}{3}}={\frac {1}{3}}A}
となり、両辺に A を加えることで望んでいた結果が得られる。
今日では、アルキメデスの命題をより標準的に言うと次のようになる。級数 1 + 1/4 + 1/16 + … の部分和は
{\displaystyle 1+{\frac {1}{4}}+{\frac {1}{4^{2}}}+\cdots +{\frac {1}{4^{n}}}={\frac {1-\left({\frac {1}{4}}\right)^{n+1}}{1-{\frac {1}{4}}}}}
である。これは両辺に 1 − 1/4 を掛けて、方程式の左辺の最初と最後以外の項が対になって消えることを見れば証明できる。任意の有限幾何級数に対して同様の証明ができる。

## 極限
アルキメデスの命題 24 は、命題 23 における有限の（しかし不定の）和を放物線の内側の領域に二重の背理法によって適用する。彼は完全には上記の部分和の極限をとっていないが、現代の微分積分学において、この段階は十分容易である。
{\displaystyle \lim _{n\to \infty }{\frac {1-\left({\frac {1}{4}}\right)^{n+1}}{1-{\frac {1}{4}}}}={\frac {1}{1-{\frac {1}{4}}}}={\frac {4}{3}}}
級数の和はその部分和の極限として定義されるので、
{\displaystyle 1+{\frac {1}{4}}+{\frac {1}{4^{2}}}+{\frac {1}{4^{3}}}+\cdots ={\frac {4}{3}}}